# Cratere Belva
Belva è un cratere sulla superficie di Marte. Creato a seguito di un impatto asteroidale all'interno del più grande cratere Jezero, è stato ripreso nel 2023 dal rover Perseverance.